# Shrewsbury (Massachusetts)
Pour l’article homonyme, voir Shrewsbury.
Shrewsbury est une municipalité du comté de Worcester au Massachusetts, fondée en 1722.
Sa population était de 35 608 habitants en 2010.

## Localisation
| West Boylston | Boylston   | Northborough        |
| Worcester     | Shrewsbury | Westborough         |
| Millbury      | Grafton    | Westborough Grafton |

## Personnalités liées à la ville
- Jesse Livermore (1877-1970), l'un des traders les plus connus de l'histoire